# إشارة مستمرة

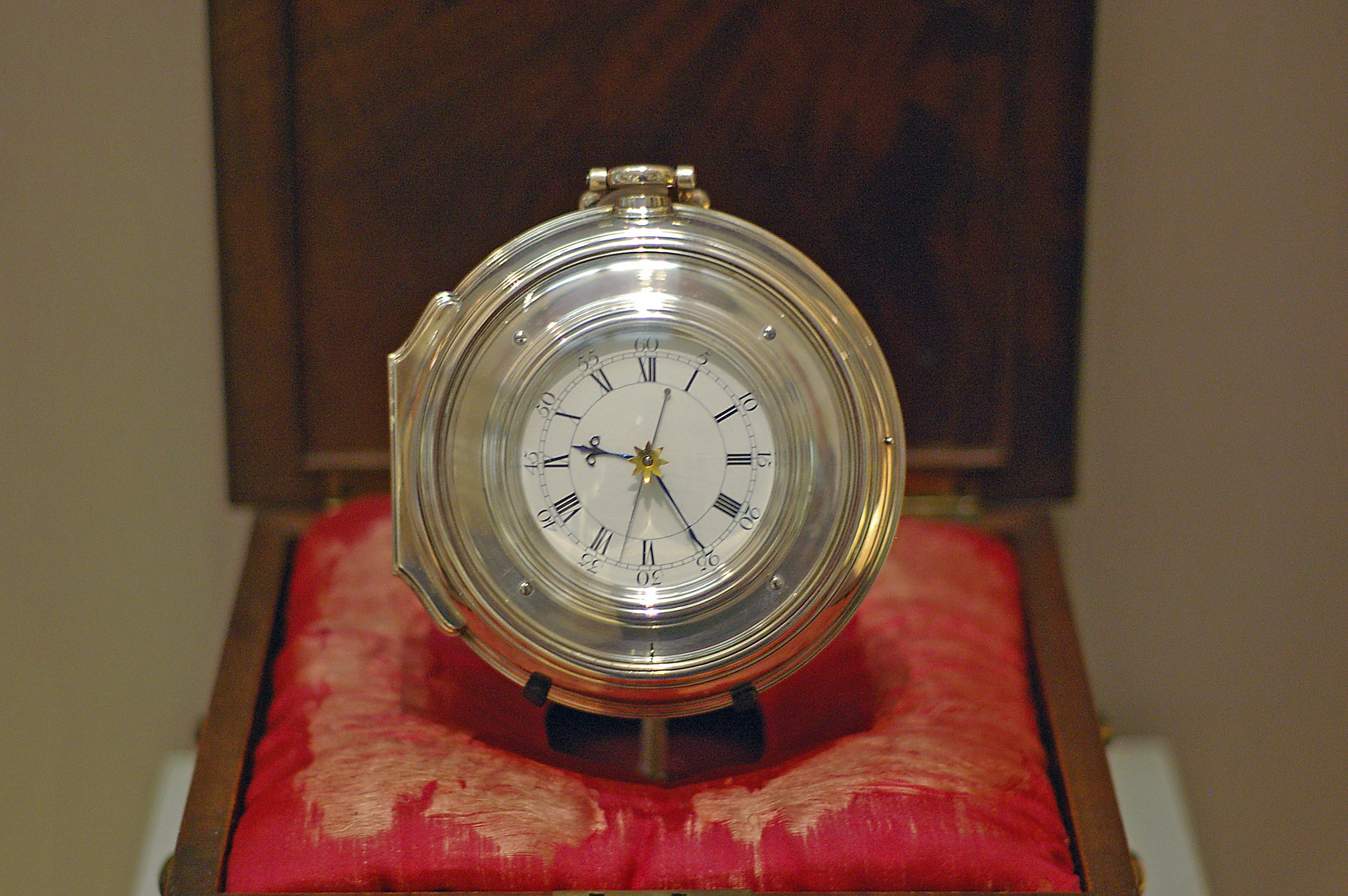
الكرونومتر الشهير لجون هاريسون

الإشارة المستمرة (بالإنجليزية: Continuous signal)‏ أو إشارة الزمن المستمر هي مقدار (إشارة) تغير الجهد كهربائي بالنسبة للزمن ويُعبّر عنه كـ تابع في مجال من القيم الحقيقية، بحيث يكون هذا المجال في أغلب الأحيان هو الزمن.تكون الإشارة المستمرة معرّفة على مجال منتهٍ أو غير منتهٍ، ويكون هنالك ارتباط تابعي بين مجال تعريف الإشارة وقيمتها. إن استمرارية متحول الزمن تعني أن هنالك قيمة للإشارة في أي لحظة من الزمن.
أحد الأمثلة حول إشارة مستمرة بمجال غير منتهٍ هو إشارة موجة جيبية، ودالتها كالآتي:
{\displaystyle f(t)=\sin(t),\quad t\in \mathbb {R} }
ولا يلزم أن تكون الدالة مستمرة، فبغرض الوضوح تحتاج إشارة أزمنة منفصلة إلى نطاق يمكن عده، مثل الأعداد الحقيقية.وتعرف الإشارة بأنها نطاق يمكن أن يكون نهائي أو لا نهائي. ومعنى أن يكون استمرارها لمتغير زمني واقترانها باختلافات في الكثافة مثل الأعداد الحقيقية أنه يمكن تعيين قيمة الإشارة عند أي نقطة زمنية. وتوضح المعادلة السابقة مثال لشارة مستمرة غير منتهية.
وأما الإشارة المنتهية، فيمكن تمثيلها بالدالة:
{\displaystyle f(t)=\sin(t),\quad t\in [-\pi ,\pi ]}
وخلاف ذلك تكون: {\displaystyle f(t)=0} .
وقد لا تكون قيمة الإشارة المنتهية (أو غير المنتهية) ثابتة، مثال لذلك:
{\displaystyle f(t)={\frac {1}{t}},\quad t\in [0,1]} و{\displaystyle f(t)=0}
أو غير ذلك.
من الممكن أيضاً أن يتم تعريف الإشارة المستمرة على متحولات مستقلة أخرى غير الزمن، ففي معالجة الصورة يتم استخدام متحول آخر وهو الفراغ إذ يستخدم بعدين لتكوين الصورة.

## اقرأ أيضاً
- إشارة تماثلية
- إشارة (توضيح)